# Суда
„Суда“ (на гръцки: Σοῦδα), приписвана в миналото на автор, наречен Свидас (Σούδας) или Суидас (Σουίδας), е обемиста византийска гръцка историческа енциклопедия на древния средиземноморски свят от Χ век. Има 30 000 статии, много от които черпят от антични източници, които по-късно са изгубени. „Суда“ на средногръцки означава „крепост“ или „укрепление“. Алтернативното име „Свидас“ произлиза от грешка на Евстатий Катафлор, който взема заглавието за собственото име на автора.

## Произход
За съставянето на този труд не е известно много, освен че би трябвало да е станало преди времето на Евстатий Катафлор (XII век), който често я цитира. Под заглавието „Адам“ авторът на лексикона (за когото в уводна бележка се казва, че е „от Свидас“) дава кратка хронология на света, завършваща със смъртта на император Йоан Цимисхий (975), а под „Константинопол“ са споменати наследниците му Василий II и Константин VIII (възкачване на престола 1025 г.). Така че, както изглежда, „Суда“ е съставен през втората половина на X век. Пасажите, споменаващи Михаил Псел - писател от края на XI век, се смятат за вмъкнати по-късно. „Суда“ включва многобройни цитати от древни автори. Широко се използват и тълкувателите на Аристофан, Омир, Софокъл и Тукидид. Биографичните бележки, както казва авторът, са съкратени от „Ономатогион“ или „Пинакс“ на Исихий Милетски. Други източници са извадки от Константин VII Багренородни, хрониката на Георги Монах, биографиите на Диоген Лаерций и трудовете на Атеней и Филострат.
Книгата се занимава както с библейски, така и с езически предмети, от което може да се заключи, че писателят е бил християнин. Една уводна бележка дава списък на речниците, от които е съставена речниковата част, както и имената на техните автори. Въпреки че тя не е критична и вероятно в нея е вмъкнато много и че стойността на статиите е различна, книгата съдържа много информация за древната история и живот.
В българската историография книгата е известна със сведенията, които дава за Крумовите закони.
„Суда“ е критически редактирана от датската изследователка Ада Адлер (Лайпциг, 1928 – 1938).